# Drosophila tropicalis
Drosophila tropicalis este o specie de muște din genul Drosophila, familia Drosophilidae, descrisă de Burla și Cunha în anul 1949. Conform Catalogue of Life specia Drosophila tropicalis nu are subspecii cunoscute.